# Сенека (округ, Нью-Йорк)
Округ Сенека (англ. Seneca County) — округ штата Нью-Йорк, США. Население округа на 2000 год составляло 33342 человек. Административный центр округа — деревня Уотерлу.

## История
Округ Сенека основан в 1804 году.
Источник образования округа Сенека: округ Кайюга.

## География
Округ занимает площадь 841,7 км2.

## Демография
Согласно переписи населения 2000 года, в округе Сенека проживало 33342 человек. По оценке Бюро переписи населения США, к 2009 году население увеличилось на 2,1%, до 34049 человек. Плотность населения составляла 40,5 человек на квадратный километр.

## Известные уроженцы
- Мэтт Макгинли (англ. Matt McGinley) (род. 1983) — сооснователь и барабанщик музыкальной группы Gym Class Heroes.